# Kennedyville
Kennedyville es un lugar designado por el censo ubicado en el condado de Kent en el estado estadounidense de Maryland. En el Censo de 2010 tenía una población de 199 habitantes y una densidad poblacional de 135,75 personas por km².

## Geografía
Kennedyville se encuentra ubicado en las coordenadas 39°18′21″N 75°59′42″O / 39.30583, -75.99500. Según la Oficina del Censo de los Estados Unidos, Kennedyville tiene una superficie total de 1.47 km², de la cual 1.45 km² corresponden a tierra firme y (1.24%) 0.02 km² es agua.

## Demografía
Según el censo de 2010, había 199 personas residiendo en Kennedyville. La densidad de población era de 135,75 hab./km². De los 199 habitantes, Kennedyville estaba compuesto por el 94.97% blancos, el 4.02% eran afroamericanos, el 0% eran amerindios, el 0% eran asiáticos, el 0% eran isleños del Pacífico, el 0% eran de otras razas y el 1.01% pertenecían a dos o más razas. Del total de la población el 0% eran hispanos o latinos de cualquier raza.